# Jiwansingh Sheombar
Jiwansingh Sheombar (15 de abril de 1957-8 de diciembre de 1982) fue un militar surinamés. Fue una de las víctimas de los Asesinatos de Diciembre.

## Biografía
Después de graduarse de la escuela secundaria, Sheombar se puso al servicio del ejército. Durante el servicio, fue enviado a los Países Bajos para recibir entrenamiento militar profesional; la capacitación duró cuatro años. Estando en los Países Bajos en febrero de 1980, se enteró del Golpe de los Sargentos en Surinam.
Sheombar regresó a Surinam en 1981. Cuando vio que clase de régimen se había establecido en el país, se transformó en opositor. Junto con, entre otros, los militares Surendre Rambocus y Wilfred Hawker, estuvo involucrado en un contragolpe contra el dictador militar Desi Bouterse el 11 de marzo de 1982. Esta acción falló, tras lo cual Wilfred Hawker fue ejecutado y otras personas involucradas en el contragolpe, incluido Sheombar, fueron encarceladas. El 3 de diciembre de ese año, Rambocus fue condenado a 12 años de prisión por un consejo de guerra, mientras que Sheombar fue condenado a 8 años.
El 7 de diciembre, Sheombar fue transferido desde la prisión de Santo Boma al Fuerte Zeelandia por Jimmy Stolk, jefe de la penitenciaría y miembro de la corte marcial, y dos miembros de la policía militar. Ese mismo día, Rambocus fue trasladado desde el cuartel Memre Boekoe a ese fuerte. En la madrugada del 8 de diciembre, 14 personas fueron arrestadas y detenidas allí también. El grupo de 14 personas también incluía a abogados que habían defendido a los sospechosos del golpe de Estado del 11 de marzo. Según la versión oficial, se sospechaba que este grupo de dieciséis personas planeaba un nuevo golpe de Estado que tendría lugar más tarde ese año. Quince de estas personas, incluido Sheombar, fueron asesinadas. En la morgue, se pudieron observar claros signos de tortura en su cadáver.